# Fonction porte
Pour les articles homonymes, voir Porte.

Graphe de la fonction porte.

La fonction porte, généralement notée Π, est la fonction indicatrice de l'intervalle réel [–1/2, 1/2], c'est-à-dire la fonction mathématique par laquelle un nombre réel a une image nulle, sauf s'il est compris entre –1/2 et 1/2, auquel cas son image vaut 1. Son graphe a une forme similaire à celle d'une porte, d'où son nom.

## Définition et propriétés
La fonction porte {\displaystyle \Pi }, définie sur les réels et à valeurs dans {\displaystyle \{0,1\}}, est définie par :
Par généralisation, on appelle également fonction porte toute fonction déduite par translation et/ou dilatation de la fonction définie ci-dessus. Les notations varient.
La fonction porte peut s'exprimer à l'aide de la fonction de Heaviside par :
On peut translater la fonction porte en additionnant ou en soustrayant à t un facteur de translation (attention : la soustraction induit un retard et l'addition induit un avancement par rapport à 0).
On peut élargir la porte de [–1/2, 1/2] à [–a/2, a/2] en divisant t par a dans l'expression de la porte originale.
La dérivée de la fonction porte au sens des distributions s'exprime avec la fonction de Dirac {\displaystyle \delta (t+1/2)-\delta (t-1/2)}.
Ses primitives sont des fonction d'écrêtage :
{\displaystyle \int \Pi (t)\mathrm {d} t=\max(-{\frac {1}{2}},\min(x,{\frac {1}{2}}))+k={\begin{cases}k&{\text{ si }}x\leqslant -{\frac {1}{2}}\\x+k&{\text{ si }}|x|\leqslant {\frac {1}{2}}\\1+k&{\text{ si }}x\geqslant {\frac {1}{2}}\\\end{cases}}}

## Transformée de Fourier
La transformée de Fourier de la fonction porte définie ci-dessus est un sinus cardinal :

## Applications
La fonction porte sert de base pour définir la fonction densité d'une variable aléatoire suivant une loi uniforme continue : si X est une variable aléatoire suivant une loi uniforme continue sur [a , b], alors sa fonction densité est :
{\displaystyle f_{X}(x)={\frac {1}{b-a}}\Pi \left({\frac {2x-a-b}{2(b-a)}}\right).}

## Note
1. ↑  On en trouvera deux démonstrations dans cet exercice corrigé sur Wikiversité.